# Розалин Картър
Елинор Розалин Картър (на английски: Eleanor Rosalynn Carter, по рождение Смит на английски: Smith) е американка, съпруга на 39-ия президент на САЩ – Джими Картър – и първа дама на САЩ от 1977 до 1981 година.
Елинор Розалин Смит е родена в Плейнс, Джорджия на 18 август 1927 година, в семейството на Едгар Смит (1896-1940) и Франсис Алития „Али“ Мюри. Семейството има четири деца, бащата работи като фермер и автомобилен механик.
Когато е на 13-годишна възраст, баща ѝ умира от левкемия и Розалин помага на майка си в домакинството. Завършва гимназия и записва в Югозападния Колеж на Джорджия.
Розалин Смит среща за първи път Джими Картър през 1945 година. По това време той учи във Военноморската Академия в Анаполис. На 7 юли 1946 година сключват брак в Плайнс.
Двамата имат четири деца – Джон Уилям Картър (р. 1947), Джеймс Ърл III „Чип“ Картър (р. 1950), Донъл Джефри Картър (р. 1952) и Ейми Лин Картър (р. 1967). Първите три деца са родени на различни места в САЩ, тъй като Джими Картър е изпълнявал военните си задължения.
През 1953 година, след прекратяването на военната кариера, помага на съпруга си в новия му бизнес с фъстъци. Самата тя много обича фъстъци и обича да преяжда с тях.
В началото на 60-те години Джими Картър е избран за Сенатор от щат Джорджия, Розалин участва активно в издигането на кандидатурата му. Като Първа дама на Джорджия провежда активна благотворителност, работи като доброволец в „Окръжна болница“ в Атланта.
На 30 май 2023 г. Центърът Картър излиза със съобщение, че бившата първа дама Розалин Картър е диагностицирана с деменция.
На 17 ноември 2023 г. Центърът Картър съобщава, че състоянието на Розалин Картър се влошава и тя ще получава хосписно лечение в дома си. Розалин Картър умира на 19 ноември 2023 г. на 96-годишна възраст в дома си в Плейнс, Джорджия и е втората най-дълго живяла първа дама в американската история. Бракът ѝ с Джими Картър, който продължава 77 години и 4 месеца (от 7 юли 1946 г. до смъртта ѝ на 19 ноември 2023 г.) е най-дългият брачен съюз между президент и първа дама в историята на САЩ.